# 摇滚马拉松
摇滚马拉松是公路跑步系列运动，曾属于竞争者集团公司。中国大连万达集团收购竞争者集团后，摇滚马拉松成为万达体育的一部分。 摇滚马拉松以现场乐队随行而著称，并有拉拉队助阵和主题水站。

## 事件
摇滚马拉松共有31个赛事，跨越9个国家。2012年，竞争者集团取得马德里(西班牙)马拉松比赛运营权之后，组织其第一个北美之外的马拉松。
2018罗平花海摇滚马拉松将于2018年3月10日正式开赛，比赛分为半程马拉松、10公里欢乐跑和5公里三个组别，参赛运动员预计达到10000人。参加2018年罗平花海摇滚马拉松的选手有机会获得世界马拉松大满贯联盟(WMM)中四项大满贯赛2018年参赛名额，即获得2018芝加哥马拉松、2018柏林马拉松、2018伦敦马拉松与2018波士顿马拉松的参赛资格。
2018年世界铁人三项赛和摇滚马拉松两项国际著名赛事将首次落地上海市崇明区。
2018年3月31日，广州花都摇滚马拉松在花都广场正式鸣枪开赛。最终，石吉林以1小时15分32秒的成绩斩获本届男子半程摇滚马拉松冠军，赖晓斌、蔡法正分列第二、三名；殷晓雨以1小时28分45秒的成绩荣获女子半程马拉松冠军，宋璇、陈丽琴分列第二、三名。赛事共吸引了来自世界43个国家的外籍选手报名参赛，总参赛人数达10118人。此外，本次赛事还面向个人参赛者在颁奖现场抽选出5个世界马拉松大满贯（WMM）柏林马拉松及芝加哥马拉松幸运参赛名额。

### 马拉松比赛和半马拉松
- 亚利桑那州的马拉松 和1/2的马拉松– 凤凰城 和 亚利桑那州 和 亚利桑那州斯科茨代尔
- 布鲁克林半马拉松– 布鲁克林纽约
- 芝加哥半马拉松– 芝加哥，伊利诺伊州
- 达拉斯半马拉松– 得克萨斯州达拉斯
- DC马拉松赛 和半马拉松比赛– 华盛顿特区
- 丹佛的半马拉松– 科罗拉多州丹佛
- 都柏林半马拉松– 爱尔兰都柏林
- 拉斯维加斯的马拉松 和1/2的马拉松– 拉斯维加斯
- 里斯本马拉松 – 葡萄牙里斯本
- 利物浦的马拉松和1/2的马拉松 – 利物浦的，英格兰
- 洛杉矶半马拉松– 洛杉矶
- 马德里 – 西班牙马德里
- 梅里达-[Mérida,尤卡坦州]
- 墨西哥城-[墨西哥城]
- 马拉松绿洲de Montreal – 加拿大蒙特利尔
- 纳什维尔马拉松、半马拉松– 田纳西州纳什维尔
- 狂欢节马拉松、半马拉松– 新奥尔良，路易斯安那州
- 费城半马拉松 – 宾夕法尼亚州费城
- 克雷塔罗马拉松和半马拉松-Querétaro
- Raleigh的马拉松和半马拉松– 北卡罗来纳州罗利
- 圣安东尼奥马拉松和半马拉松– 圣安东尼奥，德克萨斯州
- 圣地亚哥马拉松和半马拉松– 圣地亚哥、加利福尼亚州
- 旧金山半马拉松-[加利福尼亚州旧金山]
- 圣何塞半马拉松 – 加利福尼亚州圣何塞
- 萨凡纳马拉松和半马拉松- 萨凡纳，格鲁吉亚
- 西雅图马拉松和半马拉松– 西雅图，华盛顿
- 圣路易斯马拉松和半马拉松– 密苏里州圣路易斯
- 弗吉尼亚海滩半马拉松 – 弗吉尼亚海滩，维吉尼亚
- 成都摇滚马拉松、半马拉松-成都，中国
- 罗平花海摇滚马拉松-罗平，中国

### 过往赛事
- 克利夫兰的1/2马拉松赛(2013年)- 俄亥俄州克利夫兰
- 丹佛市马拉松赛(2010-2015年)- 科罗拉多州丹佛
- 迈阿密海滩1/2马拉松赛(2011-2012年)- 迈阿密海滩,佛罗里达
- 纽约10公里(2011-2013年度)- 纽约州，纽约
- 帕萨迪纳1/2马拉松赛(2012-2013年度)- 加利福尼亚州帕萨迪纳
- 匹兹堡1/2马拉松赛(已取消之前的事件)- 宾夕法尼亚州匹兹堡
- 普罗维登斯1/2Marathon(2011-2013年度)- Providence，RI
- 波特兰1/2马拉松赛(2012-2015年)- 波特兰，俄勒冈
- 圣彼得堡1/2马拉松赛(2012-2013年度)- 圣彼得堡，佛罗里达州
- 温哥华1/2马拉松赛(2014年至2016年)- 温哥华，不列颠哥伦比亚

## 合作伙伴
- Brooks
- Toyota
- Humana
- St. Jude Children’s Research Hospital
- Synchrony
- Built with Chocolate Milk
- Gatorade Endurance
- GEICO
- Michelob ULTRA
- Westin
- Science In Sport
- United Airlines
- Lucking Coffee